# زبان چاکما
زبان چاکما یک زبان هندوآریایی است که چاکماها بدان سخن‌می‌رانند. این زبان به زبان‌های بنگالی، آسامی، چیتاگونی، مانیپوری و زبان سیلهتی نزدیکی‌دارد. این زبان با خط چاکما نگاشته‌می‌شود، ولی ادبیات اندکی دارد.